# Promise Her Anything
Pour plus de détails, voir Fiche technique et Distribution.
Promise Her Anything est un film britannique d'Arthur Hiller, sorti en 1966.

## Synopsis
À New York, Michèle O'Brien, jeune veuve, emménage avec son bébé John Thomas dans un appartement de Greenwich Village. Son voisin Harley Rummel, réalisateur de films burlesques, a bientôt des vues sur elle. Mais Michèle s'intéresse surtout à son chef, le très convoité célibataire docteur Peter Brock, éminent psycho pédiatre de la clinique où elle travaille. Cependant, il y a un problème, car Brock, en contradiction avec sa spécialité, déteste les enfants. Michèle lui cache alors l'existence de son fils. 
Harley la persuade que Brock apprendrait à aimer le petit John Thomas s'il le voyait fréquemment dans sa clinique ; Michèle et Harley usent aussitôt d'un petit subterfuge dans ce sens. Sur ces entrefaites, Harley est amené à tourner son prochain film dans la clinique où il découvre fortuitement un appareil qui enregistre le comportement des enfants à l'insu des parents et à la grande déception de Michèle. C'est finalement Harley qui sera élu « nouveau père » de John Thomas en sauvant la vie de celui-ci qui s'était échappé et avait grimpé en haut d'une grue qu'il avait accidentellement mise en marche.

## Fiche technique
- Titre : Promise Her Anything
- Réalisation : Arthur Hiller
- Scénario : William Peter Blatty d'après une histoire d'Arne Sultan et Marvin Worth
- Décors : Wilfred Shingleton, David Ffolkes
- Costumes : Beatrice Dawson, John Briggs, Jean Fairlie
- Photographie : Douglas Slocombe
- Son : John Cox, George Stephenson
- Montage : John Shirley
- Musique : Lyn Murray
- Chanson : Promise Her Anything, paroles de Hal David et musique de Burt Bacharach, interprétée par Tom Jones
- Chorégraphie : Lionel Blair
- Production : Stanley Rubin
- Société de production : Seven Arts Productions (Royaume-Uni)
- Société de distribution : Paramount Pictures
- Pays d’origine :  Royaume-Uni
- Langue : anglais
- Intérieurs : Studios de Shepperton (Royaume-Uni)
- Format : couleur (Technicolor) — 35 mm — 1.85:1 — monophonique
- Genre : comédie
- Durée : 98 minutes
- Dates de sortie :
  - États-Unis : 22 février 1966
  - Royaume-Uni : 24 novembre 1966

## Distribution
- Warren Beatty : Harley Rummel
- Leslie Caron : Michèle O'Brien
- Robert Cummings : le docteur Peter Brock
- Keenan Wynn : Angelo Carelli
- Hermione Gingold : Madame Luce
- Lionel Stander : Sam
- Cathleen Nesbitt : Madame Brock
- Sydney Tafler : un membre du jury
- Michael Kane : un docteur
- Michael Bradley : le bébé John Thomas
- Michael Chaplin : un beatnik (non crédité)
- Donald Sutherland : non crédité

## Autour du film
- Leslie Caron[1] : « Warren[2] avait trouvé un scénario que nous pouvions tourner ensemble : Promise Her Anything, écrit par notre ami William Peter Blatty. Arthur Hiller ferait la mise en scène. […] Ce qu'il [Warren] voulait, c'était le haut de l'affiche, j'acceptai la seconde place : n'importe quoi pour mettre fin aux discussions qui font rage. Sous prétexte de faire des économies en payant moins d'impôts, Warren décida que le tournage aurait lieu aux Studios Shepperton, aux environs de Londres. La ville de New York reconstituée à Shepperton ! Je ne suis pas sûre que le choix fût judicieux du point de vue financier, mais je soupçonnais qu'il désirait que je sois près de mes enfants. Il les adorait et il avait vraiment bon cœur. Du film, on pourrait presque dire que c'est un Marx Brothers façon 1960. Warren était un excellent acteur et j'apprenais beaucoup de choses avec lui, mais quelles bagarres ! »